# Аљбин Курти
Аљбин Курти (алб. Albin Kurti; Приштина, 24. март 1975) албански је политичар са Косова и Метохије. Од 22. марта 2021. обавља функцију председника Владе Републике Косово, коју је обављао и у периоду од фебруара до јуна 2020. Председник је политичке странке Самоопредељење. Подржава уједињење Албаније и Косова и успостављање иредентистичке Велике Албаније.
Истакао се 1997. као потпредседник Независне уније студената Универзитета у Приштини и главни организатор демонстрација 1997. и 1998. Када је Адем Демачи постао политички представник Ослободилачке војске Косова (ОВК), Курти је радио у његовом кабинету. Од 2010. три пута је обављао функцију народног посланика Скупштине Републике Косово.

## Детињство, младост и образовање
Рођен је 24. марта 1975. у Приштини, у тадашњој Социјалистичкој Републици Србији. Отац му потиче из албанске породице из Сукобина, у тадашњој Социјалистичкој Републици Црној Гори, а као инжењер се преселио у Приштину у потрази за послом. Мајка му је учитељица у пензији, такође албанске националности, рођена и образована у Приштини.
Завршио је основно и средње образовање у Приштини. Године 1993. примљен је на Електротехнички факултет Универзитета у Приштини као најбољи кандидат, са 100% бодова на пријемном испиту. Дипломирао је 2003. године на смеру телекомуникације и рачунарство.
Ухапшен је у октобру 1997. због организовања студентских демонстрација у Приштини, а када су се снаге безбедности Савезне Републике Југославије повукле са Косова и Метохије након завршетка рата на Косову и Метохији у јуну 1999, Курти се нашао међу неколико стотина албанских затвореника који су пребачени на територију централне Србије.
Из затвора у Липљану пребачен је у Пожаревац, а у марту 2000. пред судом у Нишу осуђен је на 15 година затвора због угрожавања територијалног интегритета СРЈ и тероризма. Из затвора у Пожаревцу је ослобођен 2001, након свргавања Слободана Милошевића и под притиском дела међународне заједнице у време власти Демократске опозиције Србије.

## Политички ставови

### Уједињење Албаније и Косова
Снажни је присталица директне демократије, те је често критиковао Устав Републике Косово јер не дозвољава директне референдуме. Једна од тема о којој сматра да треба да се одлучи на референдуму је уједињење Албаније и Косова. Више пута је критиковао трећи члан Устава због тога што не дозвољава одржавање референдума. Године 2018, на митингу са присталицама Самоопредељења, изјавио је да „желимо да имамо право Косова да се придружи Албанији, али не бисмо започели Трећи балкански рат ради тог циља.” Након избора 2019. и успеха Самоопредељења, изјавио је да Албанци не журе за територијалним и политичким уједињењем са Албанијом, те да уместо тога траже „интеграцију са Албанијом и ЕУ, кроз успех Републике Косово као државе”. Међутим, изјавио је да би гласао за уколико буде одржан референдум о могућем уједињењу.

### Србија
Има чврсто мишљење о дијалогу између Републике Косово и Србије. Континуирано је критиковао позицију Републике Косово у преговорима са Србијом, тврдећи да дијалог треба да буде заснован на једнакости и реципроцитету. Такође је критиковао Републику Косово што није условила дијалог са Србијом враћањем тела несталих особа из рата на Косову и Метохији сахрањених у масовним гробницама у Србији, као и да Србија треба да исплати ратну одштету, те врати пензионе фондове и артефакате пронађене на територији Косова и Метохије. После избора 2019. рекао је да су у процесу нормализације односа са Србијом потребни „чврст дијалог” и „реципроцитет”. Жели да Република Косово прво преговара са својом српском мањином и Европском унијом, а затим да иде у преговоре са Србијом. Сматра будући дијалог са мањинама Републике Косово и ЕУ „главним приоритетом” за наставак.

### Сједињене Америчке Државе
Током свог првог мандата на функцији председника Владе Републике Косово, имао је лош однос са Доналдом Трампом и његовом администрацијом. Оптужио је Трамповог специјалног изасланика Ричарда Гренела да је разговарао о размени територија између Републике Косово и Србије.
Ричард Гренел је подржавао Хашима Тачија, Куртијевог противника. Гренел је дуже време захтево да Република Косово безусловно укине казнене царине на увоз из Србије како би „договор” за који се залагао, а то је успостављање директних железничких и ваздушних веза између Републике Косово и Србије, могао да се примени што је пре могуће. Курти је на то одговорио да би Република Косово могла да укине царине само ако Србија, са своје стране, укине и трговинска ограничења.
У октобру 2020. подржао је кандидата Демократске странке Џоа Бајдена на председничким изборима у САД 2020.

## Приватни живот
Ожењен је Норвежанком Ритом Огестад Кнудсен са којом има ћерку Леу. Поред матерњег албанског, говори и српски, француски и енглески језик. Поред пасоша Републике Косово, поседује и званична документа Албаније. Гласао је на изборима у Албанији.

## Контроверзе
Више посматрача га је оптужило за србофобију, као и да спроводи етничко чишћење српског народа на Косову и Метохији, а поједини су га описали и као „албански Милошевић”. У новембру 2022. оптужио је православну цркву и Србију да „величају ратне злочинце”, као и да је то режим који је доминантан у Русији. Касније је изјавио да званични Београд употребљава православну цркву „у својој хегемонији”, те да је „након исламског, сада почео православни фундаментализам” као и да Србија „није нормална држава”.
У децембру 2022. грчки медији су пренели фотографију на којој Курти и председница Републике Косово Вјоса Османи држе слику иредентистичке Велике Албаније, коју чине данашња Албанија и делови Црне Горе, Србије, Северне Македоније и Грчке.
Априла 2022. и потом јануара 2023. у јавност су доспеле информације да је његова кампања финансирана новцем сумњивог порекла из Словеније, што је Курти негирао као и председник Владе Словеније Роберт Голоб.
У јулу 2023. избила је туча током Куртијевог говора у Скупштини Републике Косово између посланика Демократске партије Косова и Самоопредељења, где је посланик ДПК Мергим Љуштаку полио Куртија водом из чаше и назвао га „преварантом”. Дан касније, Курти је изјавио да је Полиција Косова наставак Ослободилачке војске Косова, рекавши да се ОВК „жртвовала за слободу Косова”, што је наишло на изузетно негативне критике у српским медијима.
Средином августа 2023. посетио је Северну Македонију, односно тамошње албанско упориште Тетово, док је у скопској општини Чаир присуствовао церемонијалном обележавању преименовања улице „Друге македонске ударне бригаде” у улицу „Адема Демачија”, у част вишеструко осуђиваном затворенику у бившој Југославији који се залагао за албански национализам и стварање Велике Албаније. Јавност је, поред тога, критиковала и то што је интонирана химна Републике Косово, док је химна Северне Македоније изостала. Такође су приказане заставе Републике Косово, Албаније и Велике Албаније, али не и Северне Македоније. Курти је тада изјавио да би Северна Македонија „требало да се приближи Косову, Албанији и Бугарској, а удаљи од Србије, која није удаљена од Милошевића и Путина”. Председник Северне Македоније Стево Пендаровски је изјавио да организатори јавних скупова у Тетову и Чаиру морају да буду законски санкционисани због кршења законских одредби у вези са употребом државне заставе и химне и застава и симбола заједница, као и потпуним игнорисањем симбола државе.
У јануару 2025. Самоопредељење је одржало митинг пред парламентарне изборе 2025. у јужном делу Косовске Митровице. Учесници митинга су већином махали заставом Албаније а не Републике Косово, а приказан је и спорни транспарент уз територију иредентистичке Велике Албаније и текст „Аутохтони (народ)”. Фотографију, на којој је приказан и спорни транспарент, поделили су и Самоопредељење и Курти на својим друштвеним мрежама.
У фебруару 2025. Курти је, током предизборног митинга у Подујеву, отворено запретио Србији рекавши: „с лошим комшијама су потребни висок морал и напуњена пушка”. Такође је Србију назвао „агресорском” и „геноцидном”.